# 欧孔库尔
欧孔库尔（法語：Hauconcourt，法語發音：[okɔ̃kuʁ]；洛林法兰克语：Harlendrëf）是法国摩泽尔省的一个市镇，属于梅斯区。

## 地理
欧孔库尔（49°13'10"N, 6°11'23"E）面积7.9 平方千米，位于法国大東部大區摩泽尔省，该省份为法国东北部内陆省份，是洛林的一部分，西南接默尔特-摩泽尔省，东临下莱茵省，北与卢森堡和德国接壤。
与欧孔库尔接壤的市镇（或旧市镇、城区）包括：阿尔冈西、埃讷里、迈济耶尔莱梅斯、塔朗日、瓦皮。

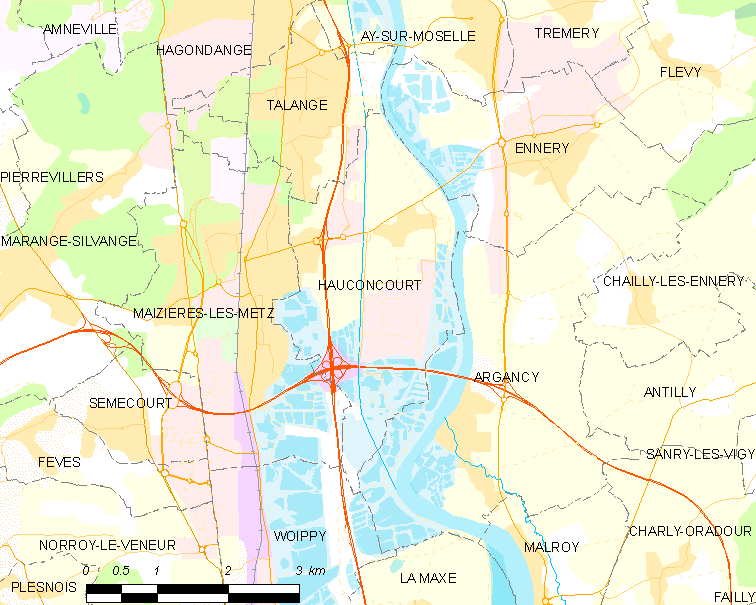
欧孔库尔的OSM定位图

欧孔库尔的时区为UTC+01:00、UTC+02:00（夏令时）。

## 行政
欧孔库尔的邮政编码为57280，INSEE市镇编码为57303。

## 政治
欧孔库尔所属的省级选区为摩泽尔走廊县。

## 人口

1962-2008年间欧孔库尔人口变化图示

欧孔库尔于2022年1月1日时的人口数量为589人。